# Аскуэс, Адриан
Адриан Адемир Аскуэс Эрл (исп. Adrián Ademir Ascues Earl; род. 15 ноября 2002, Лима) — перуанский футболист, полузащитник клуба «Спортинг Кристал». 

## Клубная карьера
Аскуэс — воспитанник клуба «Спортинг Кристал» и «Депортиво Мунисипаль». 8 сентября 2020 года в матче против «Депортиво Льякуабамба» он дебютировал в перуанской Премьере в составе последних. 5 февраля в поединке против «Аякучо» Адриан забил свой первый гол за «Депортиво Мунисипаль». В начале 2023 года Аскуэс вернулся в «Спортинг Кристал». 12 февраля в матче против «Карлос Мануччи» он дебютировал за основной состав. 29 мая в поединке против «Спорт Уанкайо» Адриан забил свой первый гол за «Спортинг Кристал». 